# Aéroport Roland-Désourdy
L'aéroport régional Roland-Désourdy (code IATA : ZBM • code OACI : CZBM) est un aéroport dans la ville de Bromont (Québec) au Canada.

## Historique

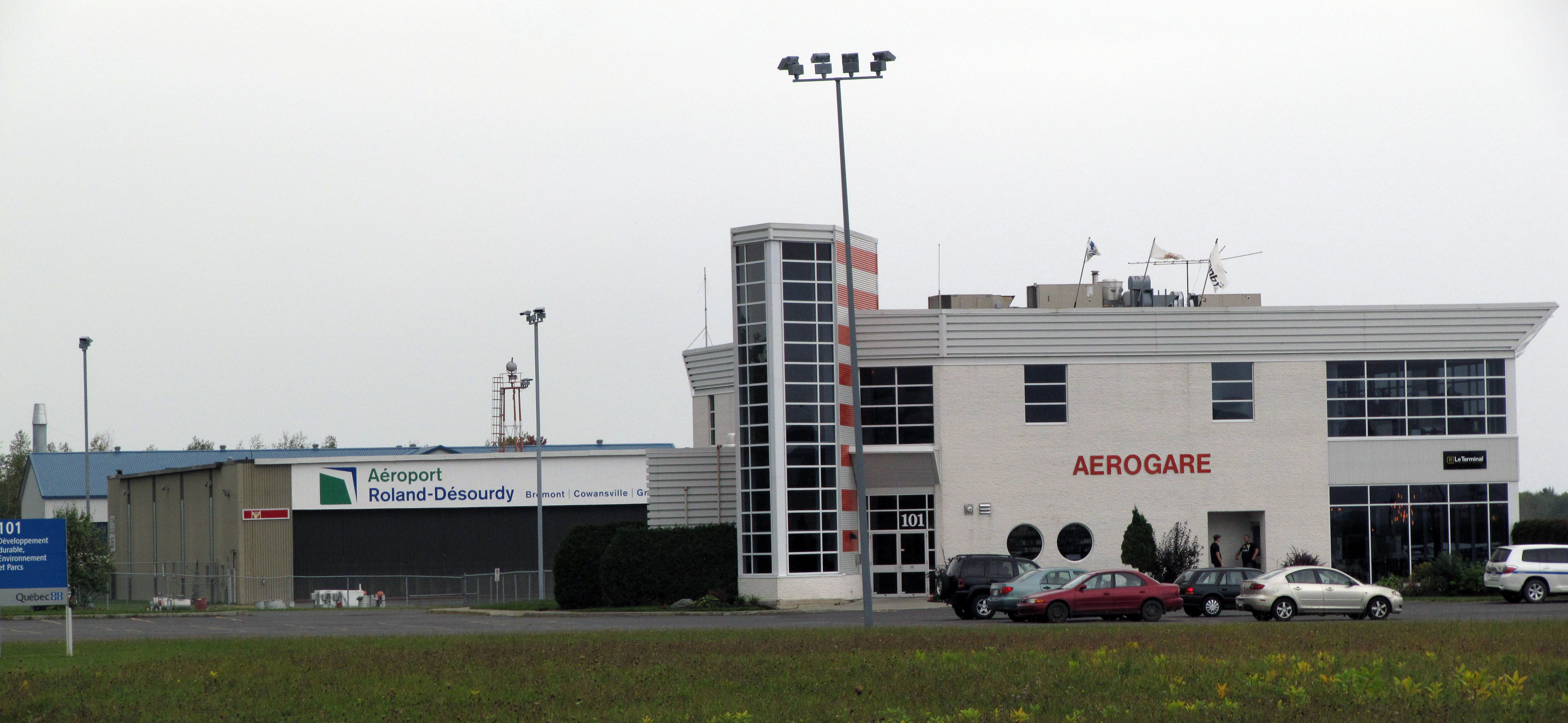
Centre de répartition et hangar

Le 26 septembre 1968, on inaugure officiellement l'aéroport régional avec une piste de 4 000 pi (1 219 m. Portant le nom d'aéroport régional des Cantons-de-l'Est, le projet est mis sur pied par la ville de Cowansville et de Bromont qui ciblent le parc industriel de Bromont comme site d'accueil.
La ville de Granby située à quelques kilomètres au nord avait déjà son propre aéroport, mais elle se joignit à Cowansville et Bromont en 1983 afin de créer la Régie Aéroportuaire Régionale des Cantons de l'Est et permettre ainsi de développer l'aéroport régional des Cantons-de-l'Est.
Le 16 mai 2012, on renomme officiellement l'aéroport pour l'aéroport Roland-Désourdy afin de rendre hommage à Roland Désourdy, un homme politique qui a été maire de Cowansville pendant près de 20 ans et qui a participé au développement de la région notamment en cofondant la ville de Bromont et en développant avec son frère la Germain création de l'aéroport. L'aéroport reste propriété des trois villes de Bromont, Cowansville et Granby.
Le 27 mars 2025, le premier vol d'un hélicoptère à hydrogène a lieu dit cet aéroport. L’appareil utilisé, un Robinson R44 modifié par Unither Bioelectronics, filiale de United Therapeutics (en), aura volé trois minutes et seize secondes.